# Saint-Germain-de-Grave
Saint-Germain-de-Grave ist eine französische Gemeinde mit 147 Einwohnern (Stand: 1. Januar 2022) im Département Gironde in der Region Nouvelle-Aquitaine (vor 2016 Aquitaine). Sie gehört zum Arrondissement Langon und zum Kanton L’Entre-deux-Mers. Die Einwohner werden Saint-Germinois genannt.

## Geographie
Die Gemeinde Saint-Germain-de-Grave liegt elf Kilometer nördlich von Langon im Weinbaugebiet Entre deux mers. Nördlich der Gemeinde liegt Mourens, östlich Saint-Martial, südlich und südöstlich Saint-André-du-Bois, südwestlich Semens, westlich und nordwestlich Monprimblanc sowie nordwestlich Donzac.

## Bevölkerungsentwicklung
| Jahr                       | 1962 | 1968 | 1975 | 1982 | 1990 | 1999 | 2008 | 2020 |
| Einwohner                  | 197  | 193  | 169  | 171  | 145  | 155  | 152  | 152  |
| Quellen: Cassini und INSEE |      |      |      |      |      |      |      |      |

## Sehenswürdigkeiten

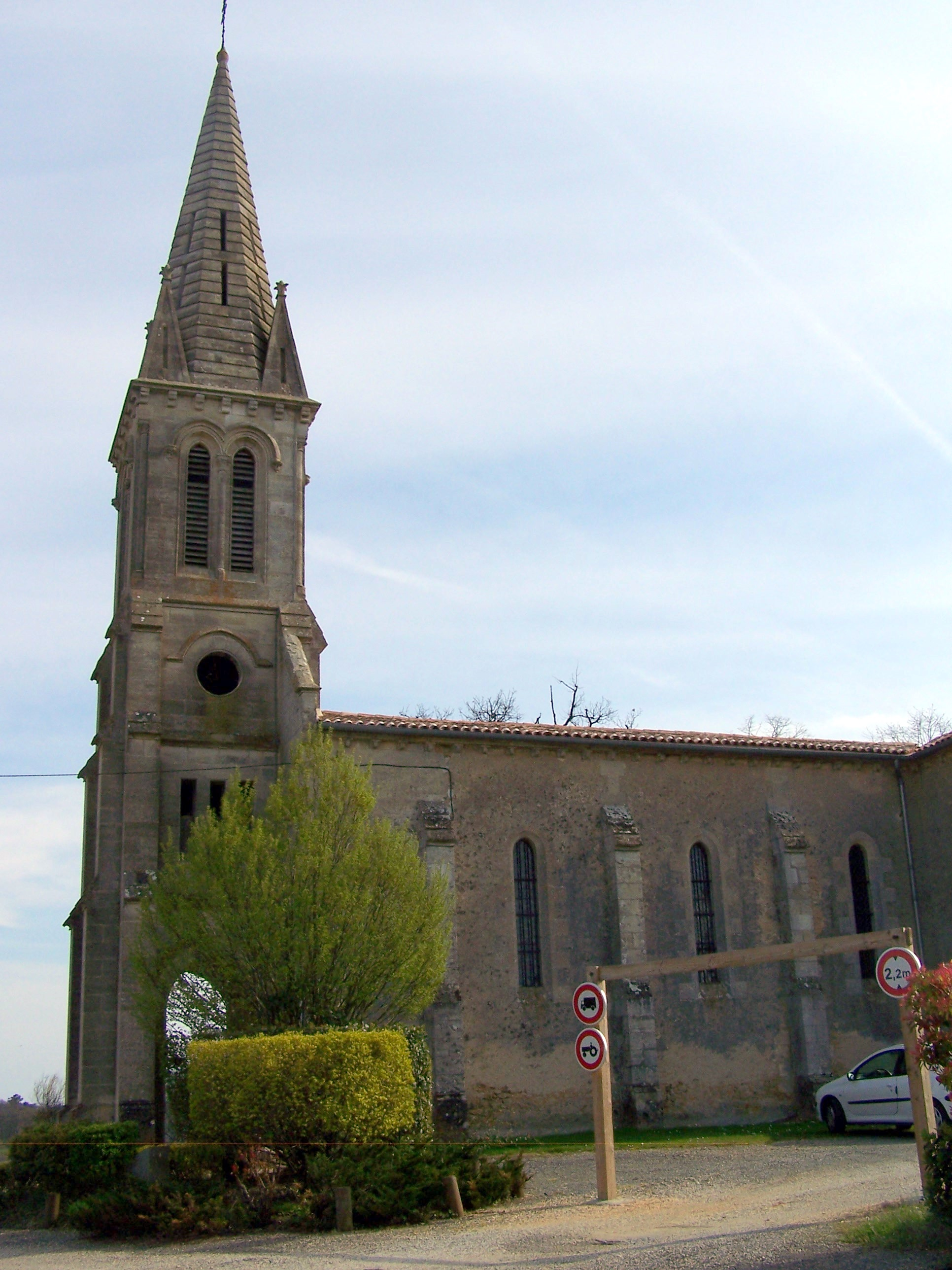
Kirche Saint-Germain
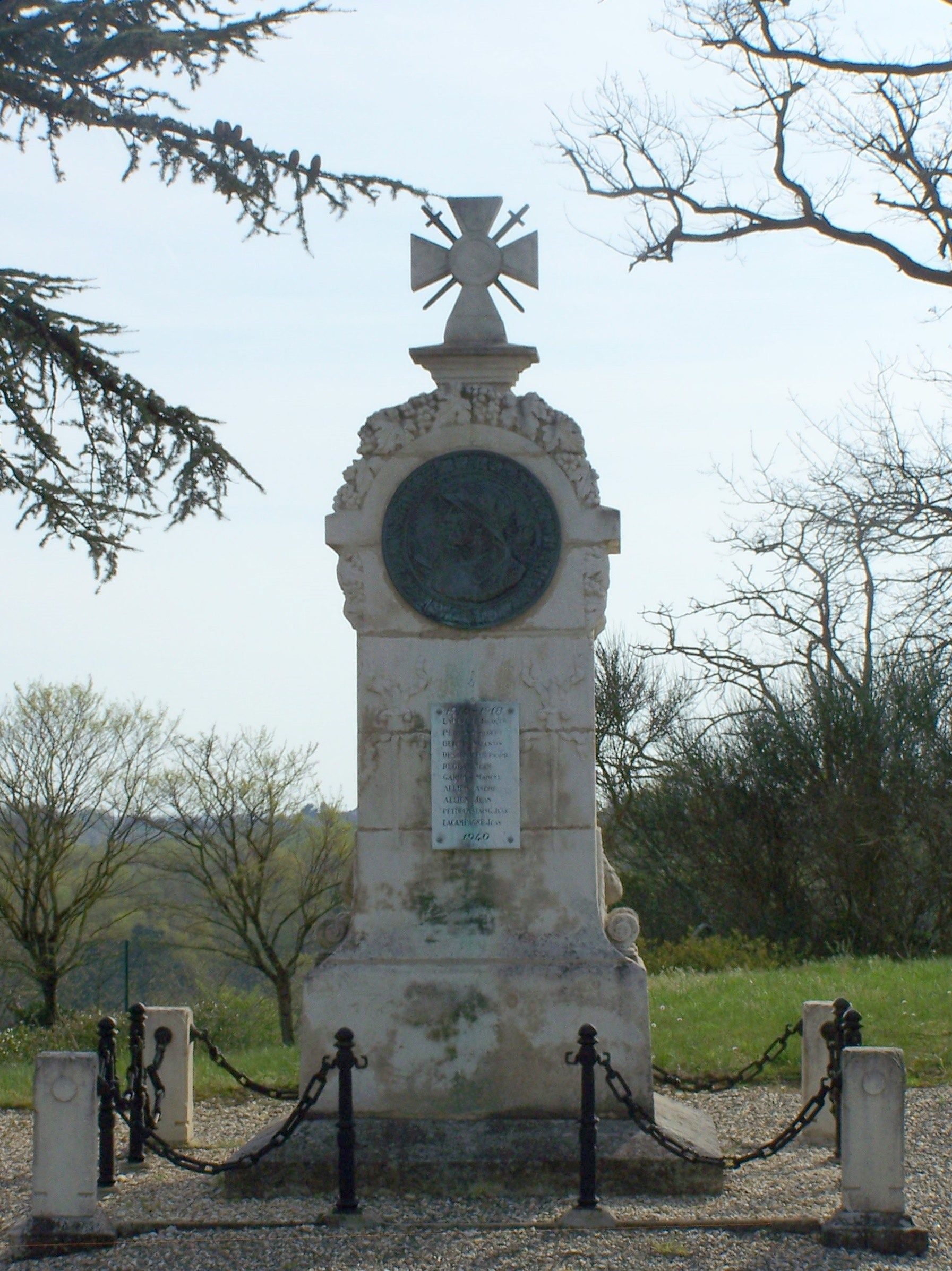
Gefallenendenkmal

- Kirche Saint-Germain
- Gefallenendenkmal